# ماریام نور
ماریام نور (انگلیسی: Mariam Nour؛ زادهٔ ۲۴ مهٔ ۱۹۳۶) یک مجری و نویسنده ارمنی‌تبار اهل لبنان است.
او در شبکه‌های عربی در مورد غذاها و مسائل مربوط به سبک زندگی برنامه اجرا می‌کند.

## زندگی‌نامه
ماریام نور با زادنام ماری یقیایان در سال ۱۹۳۶ میلادی از پدر ارمنی و مادری لبنانی در دوما، لبنان متولد شد. او به ایالات متحده آمریکا مهاجرت کرد و در آنجا در کلاس‌های آموزشی اشو و میچیو کوشی شرکت کرد.